# 中心绒乡
中心绒乡，是中华人民共和国四川省甘孜藏族自治州巴塘县曾经下辖的一个乡。撤销地巫乡、中心绒乡，设立地巫镇，以原地巫乡和原中心绒乡所属行政区域为地巫镇的行政区域，地巫镇人民政府驻尼木龙村1组9号。

## 行政区划
中心绒乡撤销前下辖以下地区：
尼木龙村、贡伙村、安里顶村、益则村和仁娘村。